# Echarlens
Echarlens (Freiburger Patois Tsèrlinⓘ) ist eine politische Gemeinde im Greyerzbezirk des Kantons Freiburg in der Schweiz. Der frühere deutsche Name Schärlingen wird heute nicht mehr verwendet.

## Geographie
Echarlens liegt auf 716 m ü. M., 3,5 km nordnordöstlich des Bezirkshauptortes Bulle (Luftlinie). Das Haufendorf erstreckt sich in der Talniederung östlich des Baches Sionge, am Südostfuss des Gibloux, westlich des Greyerzersees.
Die Fläche des 4,6 km² grossen Gemeindegebiets umfasst einen Abschnitt des Beckens von Bulle im freiburgischen Alpenvorland. Im Osten hat Echarlens Anteil an der Seefläche des Greyerzersees. Von hier erstreckt sich der Gemeindeboden westwärts über eine relativ steile Uferpartie bis auf das Plateau zwischen der Sionge und dem Stausee. Dieses Plateau wird im Süden von der Waldhöhe Vaucens, im Norden vom Hügel Joux d’Everdes (mit 807 m ü. M. der höchste Punkt von Echarlens) begrenzt. Westlich des Plateaus reicht das Gebiet in die Talniederung der unteren Sionge. Eine kleine Exklave befindet sich westlich von Riaz am Südhang der Höhe Sur les Monts. Von der Gemeindefläche entfielen 1997 8 % auf Siedlungen, 15 % auf Wald und Gehölze, 75 % auf Landwirtschaft, und rund 2 % war unproduktives Land.
Zu Echarlens gehören die Weiler Champotey (780 m ü. M.) am Südabhang der Höhe von Joux d’Everdes, Bocherens (719 m ü. M.) und Fontanoux (722 m ü. M.) auf dem Plateau sowie einige Einzelhöfe. Nachbargemeinden von Echarlens sind Bulle, Riaz, Marsens, Corbières und Morlon.

## Bevölkerung
Mit 841 Einwohnern (Stand 31. Dezember 2023) gehört Echarlens zu den kleineren Gemeinden des Kantons Freiburg. Von den Bewohnern sind 92,4 % französischsprachig, 3,3 % deutschsprachig und 2,2 % portugiesischsprachig (Stand 2000). Die Bevölkerungszahl von Echarlens belief sich 1850 auf 440 Einwohner, 1900 auf 446 Einwohner. Nach einem Höchststand um 1920 (479 Einwohner) nahm die Bevölkerung durch starke Abwanderung bis 1970 um fast 30 % auf 337 Personen ab. Seither wurde wieder eine rasche Bevölkerungszunahme (insbesondere während der 1990er-Jahre) verzeichnet.

## Wirtschaft
Echarlens war bis in die zweite Hälfte des 20. Jahrhunderts ein vorwiegend durch die Landwirtschaft geprägtes Dorf. Noch heute haben die Viehzucht und Milchwirtschaft sowie in geringerem Mass der Ackerbau eine wichtige Bedeutung in der Erwerbsstruktur der Bevölkerung. Weitere Arbeitsplätze sind im lokalen Kleingewerbe und im Dienstleistungssektor vorhanden. In den letzten Jahrzehnten hat sich das Dorf zu einer Wohngemeinde entwickelt. Die meisten Erwerbstätigen sind deshalb Wegpendler, die in den Regionen Bulle oder Freiburg arbeiten.

## Verkehr
Die Gemeinde ist verkehrstechnisch gut erschlossen. Sie liegt nahe der Hauptstrasse von Freiburg nach Bulle; eine Verbindungsstrasse führt mit einer Brücke über eine Engstelle des Greyerzersees nach Corbières. Der nächste Anschluss an die Autobahn A12, die seit 1981 von Bern bis Vevey durchgehend geöffnet ist, befindet sich rund 3 km vom Ortskern entfernt. Durch die Buslinie der Freiburgischen Verkehrsbetriebe, die von Bulle via La Roche nach Freiburg verkehrt, ist Echarlens an das Netz des öffentlichen Verkehrs angebunden.

## Geschichte
Das Gemeindegebiet von Echarlens war schon sehr früh besiedelt, was durch Spuren aus der Hallstattzeit und Überreste eines vom 1. bis 3. Jahrhundert nach Christus bewohnten römischen Gutshofes bezeugt wird. Die erste urkundliche Erwähnung des Ortes erfolgte bereits im Jahr 851 unter dem Namen Escarlinges. Später erschienen die Bezeichnungen Scarlens (1145), Escharleins (1225), Eschallens (1228), Echarlans (1668) und Echerlens (1806). Der Ortsname ist vom burgundischen Personennamen Skarilo abgeleitet und bedeutet mit dem Suffix -ens so viel wie bei den Leuten des Skarilo.
Seit dem Mittelalter gehörte Echarlens zunächst zur Herrschaft Corbières, kam 1225 bei der Abspaltung der westlich der Saane gelegenen Teile zur neu gebildeten Herrschaft Vuippens und bei deren Teilung 1269 an die Herrschaft Everdes. Die Burg Everdes befand sich auf dem heutigen Gemeindegebiet. Im Rahmen der Auswirkungen der Burgunderkriege kam Echarlens 1475 an Freiburg, das den Kastlan stellte, der auf der Burg Everdes amtete.
1553 wurde Echarlens der neu gegründeten Vogtei Vuippens-Everdes zugeteilt. Nach dem Zusammenbruch des Ancien Régime (1798) gehörte das Dorf während der Helvetik und der anschliessenden Zeit bis 1848 zum damaligen Bezirk Bulle, bevor es in den Bezirk Greyerz eingegliedert wurde.

## Sehenswürdigkeiten
Schon im 11. Jahrhundert war Echarlens eine Pfarrei. Heute besitzt das Dorf zwei Kirchen und zwei Kapellen. Die heutige Kirche wurde 1924 bis 1927 nach Plänen des Architekten Fernand Dumas erbaut. Die vorherige Kirche, die 1626 errichtet wurde, wird nicht mehr benutzt.